# Conor Dunne
Conor Dunne (St Albans, 22 januari 1992) is een Iers voormalig wielrenner die tussen 2014 en 2019 onder andere reed voor Israel Cycling Academy. Hij stopte met professioneel wielrennen eind 2019. Begin 2020 werd hij presentator voor GCN (Global Cycling Network). 
In 2018 werd hij Iers kampioen op de weg.

## Belangrijkste overwinningen
2010
 Brits kampioen tijdrijden, Junioren
2012
 Iers kampioen tijdrijden, Beloften
2013
1e etappe An Post Rás
2016
Rutland-Melton International Cicle Classic
2018
 Iers kampioen op de weg, Elite

## Resultaten in voornaamste wedstrijden
| Jaar | Ronde van Italië | Ronde van Frankrijk | Ronde van Spanje |
| ---- | ---------------- | ------------------- | ---------------- |
| 2015 |                  |                     |                  |
| 2016 |                  |                     |                  |
| 2017 |                  |                     | 158e (laatste)   |
| 2018 |                  |                     |                  |
| 2019 | 135e             |                     |                  |

| Jaar | Milaan-San Remo | Luik-Bast.‑Luik | Waalse Pijl | Parijs-Tours |  | WK op de weg |
| ---- | --------------- | --------------- | ----------- | ------------ |  | ------------ |
| 2015 |                 |                 |             |              |  | opgave       |
| 2016 |                 |                 |             |              |  |              |
| 2017 |                 | opgave          | opgave      |              |  | opgave       |
| 2018 |                 |                 |             |              |  | opgave       |
| 2019 | 135e            |                 |             | opgave       |  | opgave       |

## Ploegen
- 2014 –  An Post-Chainreaction
- 2015 –  An Post-Chainreaction
- 2016 –  JLT Condor
- 2017 –  Aqua Blue Sport
- 2018 –  Aqua Blue Sport
- 2019 -  Israel Cycling Academy

Archbold · Christie · Claeys · Doull · Downey · Dunne · Franssen · Frend · Gate · R.-J. McCarthy · McNally · Mullen · O'Shea · Traksel · Vanden Bak · Wilson · McCarth (stagiair)
Downey · Dunne · Edmondson · Gate · Kruopis · Maes · McCarthy · Meurisse · Mullen · Šiškevičius · Slater · Stannus · Vandenbogaerde · Wilson
Atkins · Briggs · Clancy · Downing · Dunne · Frame · Grivell-Mellor · Lapier · Laverack · Lawless · McCarthy · Moses · Mould · Slater · Williams · Hennessy (stagiair)
Blythe · Brammeier · Christian · Denifl · Dunne · Fenn · Gate · Hansen · Howard · Irvine · Koning · Kreder · Nordhaug · Pearson · Warbasse · Watson
Archbold · Blythe · Brammeier · Christian · Denifl · Dunbar · Dunne · Fenn · Gate · Hansen · Koning · Kreder · Pearson · Pedersen · Warbasse · Watson